# Larry Barrett
Lawrence „Larry“ Barrett (* 25. April 1955 in Pocatello, Idaho; † 1. September 2014 in Tucson, Arizona) war ein US-amerikanischer Songwriter und Sänger des Alternative Country.

## Leben
Larry Barrett wuchs in Idaho auf und ging in den 1970er Jahren zum Militär. Dort war er in der Bundesrepublik Deutschland als Sanitäter und später in der Army Ski Patrol tätig. Nach seinem Militärdienst ließ er sich in Fort Worth, Texas nieder, wo er damit begann, Songs zu schreiben. Seine musikalischen Ambitionen wurden aber vorerst unterbrochen, als er 1978 zurück nach Idaho ging, wo er beim Sportartikelhersteller Hacky Sack einen Vertriebsjob annahm. Fünf Jahre lang gehörte er zu einem Team, das die Sportgeräte an amerikanischen Schulen vorführte. Danach lebte er kurz in Seattle, wo er versuchte, das Erlebte in Songs umzumünzen, kehrte aber bald nach Deutschland zurück. Dort arbeitete er als Rettungssanitäter. Im Frühjahr 1992 absolvierte er gemeinsam mit seiner Freundin, der Musikerin Lisa King, einen längeren Aufenthalt in Tschechien. In Prag verdingten sich die beiden als Straßenmusiker, Barrett schrieb endlich konzentriert Songs. Noch im selben Sommer, also 1992, kehrten die beiden zurück in die USA – nach Seattle, wo sie auf eine Szene stießen, die gerade im Begriff war, die Welt der Independent-Musik zu revolutionieren – und zwar grundlegend. In einem dortigen Studio nahm Barrett elf Songs auf, die er als Cassette veröffentlichte. Bruce Wirth von den Walkabouts war begeistert von der Cassette und stellte den Kontakt zum deutschen Label Glitterhouse her, wo die Walkabouts längst ein angenehmes Zuhause gefunden hatten. 1993 erschien dort seine erste CD, während Barrett loses Mitglied der Walkabouts und einiger anderen Bands wurde – zumeist als Steel-Spieler und Mandolinist.
Larry Barrett formierte eine Band, The Barretts, zu der neben Lisa King auch John Van Feldt gehörte, der ehemalige Bassist von Thin White Rope. Barrett selbst spielte neben der Gitarre auch Mandoline, Mundharmonika und Banjo. Die zweite CD, Beyond The Mississippi, entstand 1994 in kurzer Zeit live im Studio. 1995 kehrte er nach Europa zurück – nicht als Sanitäter, sondern als Musiker. Er spielte in verschiedenen Bands (Garry Heffern, The Pickets, The Walkabouts) und bestritt oft unter eigenem Namen das Vorprogramm. 1995 erschien in limitierter Auflage und nur über Glitterhouse-Mailorder die CD Porch Song Singer, die bereits veröffentlichte Songs in veränderter, entschlackter Form zeigte und außerdem zwei Dylan-Covers und einige neue Songs präsentierte. Hier wurde die Stilrichtung, die Barrett bevorzugte, besonders deutlich: Er selbst nannte es treffend Front Porch Swing. Danach tourte er auch solo durch Europa – u. a. mit Terry Lee Hale und Chris Burroughs.
Der laut Plattenfirma „von Selbstzweifeln und gleichzeitigem Perfektionsdrang geplagte Musiker“ ließ erst im Jahr 2000 wieder von sich hören. Die CD The Big Slowdown erzählte mit schwerem Piano-Moll und ergreifenden Balladen von Verlusten und der Schönheit des Scheiterns. Unter anderem verarbeitete Barrett hier auch den Tod von Kurt Cobain, den er nach seiner Rückkehr aus Prag in Seattle kennengelernt hatte. Barrett erhielt für dieses reife Werk teils überschwängliches Lob; den Verkauf der CD aber konnte das kaum ankurbeln. Was einige Songs und der Titel der letzten CD aus heutiger Sicht schon andeuteten, passierte schließlich: Barrett zog sich wieder zurück, zunächst nach Seattle. Und schließlich verlor sich seine Spur. In Europa gab es kein weiteres musikalisches Lebenszeichen des Mannes, den sein Label Glitterhouse enthusiastisch als Bindeglied zwischen Bob Dylan und Merle Haggard angepriesen hatte.
Die Spurensuche erschwerte Barrett zusätzlich: Er nahm den Vornamen seines Vaters an – Cyril – und zog nach Tucson, Arizona. Dort schloss er sich der lokalen Musikszene an; er spielte regelmäßig solo auf Bauernmärkten und mit Bands wie The Long Vowels oder The Possibles. Außerdem trat er der Hilfsorganisation "No More Deaths" bei, die sich um die Versorgung von Einwanderern an der Grenze zwischen den USA und Mexiko kümmert. Um Spenden für diese Organisation zu sammeln, wurde 2012 eine CD veröffentlicht, auf der sich auch ein Song von Barrett befindet: Coyotes of Sasabe. Zu den 31 Künstlern, die sich an dieser CD mit dem Titel Border Songs beteiligten, zählten Tom Russell, Calexico und Giant Giant Sand.
Einer der letzten Auftritte Barretts war ein Radio-Interview der Reihe Stairwell Sessions, die regelmäßig im Treppenhaus eines Radiosenders in Tucson aufgezeichnet wird. Weiterer Songs aus den letzten Jahren sind The Ballad Of The Sunset Hotel. und One Day In Texas.
Am 1. September 2014 erlag Larry/Cyril Barrett in Tucson einem Krebsleiden. Drei Tage später wies Neko Case in David Lettermans Fernsehshow auf Barrett hin und erwähnte eine Gedenkfeier, die am 14. September in Tucson stattfand. Daran beteiligten sich unter anderem Howe Gelb, Naim Amor und Gabe Sullivan.

## Diskografie
- Flowers (1993)
- Beyond The Mississippi (1994)
- Porch Song Singer (1995, Mailorder only)
- The Big Slowdown (2000)